# 马峙
29°56′12″N 122°16′27″E / 29.936601816355555°N 122.27409839630127°E
马峙是浙江省舟山市普陀区区府所在地沈家门南侧近岸的一个小岛，和临近的小干岛、鲁家峙共同构成沈家门中心渔港的海上屏障。由於填海，已与西部的小干岛连成一片，但目前没有对新的大岛进行统一的命名。
岛上原建有马峙村，2005年并入墩头社区，而墩头社区的主体部分位于舟山本岛上。
该岛原交通不便，原通过小渡船与沈家门墩头码头联络。自和小干岛围涂连片后，当地经济出现较大发展，多家大型船舶修造船企业此后相继进驻马峙。2005年8月，岛上的渔民码头进行改造，2006年1月15日，沈家门轮渡公司开始经营马峙至墩头码头的渡轮航班，改善当地出行。